# Brian Van Holt
Brian Van Holt (Waukegan, Illinois, 6 de julio de 1969) es un actor y modelo publicitario estadounidense.

## Primeros años
Se crio en California. Su apellido es neerlandés, y además tiene ascendencia escocesa-irlandesa. Van Holt es licenciado en Sociología de UCLA. A los 18 años de edad, era surfista de la playa Huntington, en California. Descubierto primero por el productor Stephen Douglas ("Redhead Ecyclopedia", "Matt Sorum") en un centro comercial, Douglas lo invitó para participar en un concurso de modelo de ropa deportiva que él estaba promocionando. Van Holt ganó el concurso, superando a más de 200 participantes y Douglas lo firmó en la agencia Jack Rose Agency en Hollywood.

## Carrera
Hizo algunos anuncions impresos como modelo en los siguientes siete años, pero luego comenzó a hacer castings en varias películas y series de televisión comenzando con A Very Brady Sequel en 1996, seguido de episodios en LA Johns, Beverly Hills, 90210, Spin City, Homicide: Life on the Street, Martial Law, y Sex and the City. Luego golpeó su paso en una serie de consejos de guerra temáticos, intercalados con Black Hawk Down y Windtalkers, con Confidence, y continuando con Basic y S.W.A.T..
Desde entonces ha aparecido en Man of the House, House of Wax y la efímera serie de televisión de CBS, Thresold. Revisó sus raíces como surfista cuando fue elegido para la serie de HBO John From Cincinnati como Butchie Yost, hijo de la leyenda del surf Mitch Yost. Representó a Kyle Hobart en la serie de televisión Sons of Anarchy. Fue estrella invitada para la serie CSI: Miami.
En 2008 tuvo un papel pequeño, como sí mismo interpretando a un bombero, en la quinta temporada de la serie de drama de HBO, Entourage. Apareció en los episodios "Pie" y "Seth Green Day". En junio de 2009, apareció como Harlan en la temporada 3 de Burn Notice. Aparece actualmente como Bobby Cobb en la serie Cougar Town como el exesposo de Jules Cobb.

## Filmografía

### Cine
| Año  | Título                                 | Rol                              | Notas           |
| ---- | -------------------------------------- | -------------------------------- | --------------- |
| 1996 | A Very Brady Sequel                    | Warren Mulaney                   |                 |
| 1997 | L.A. Johns                             | Chris                            | Television film |
| 1997 | Steel Chariots                         | Franklin Jones                   | Television film |
| 1999 | The Underground Comedy Movie           | Lifeguard                        |                 |
| 2000 | Whipped                                | Brad                             |                 |
| 2001 | Black Hawk Down                        | Jeff Struecker                   |                 |
| 2002 | Windtalkers                            | Private Andrew Harrigan          |                 |
| 2002 | A Day in the Life of Nancy M. Pimental | Tad                              | Short film      |
| 2003 | Confidence                             | Miles                            |                 |
| 2003 | Basic                                  | Ray Dunbar                       |                 |
| 2003 | S.W.A.T.                               | Michael Boxer                    |                 |
| 2005 | Man of the House                       | Eddie Zane                       |                 |
| 2005 | House of Wax                           | Bo Sinclair and Vincent Sinclair | Double role     |
| 2012 | Bullet to the Head                     | Ronnie Earl                      |                 |
| 2014 | Wild                                   | Ranger                           |                 |
| 2018 | Den of Thieves                         | Detective Murph Connors          |                 |
| 2020 | Butter                                 | Frank                            | [ 3 ]           |
| 2024 | Boneyard                               | Detective Ortega                 |                 |
| —    | Way of the Warriors                    | Bob Stephenson                   |                 |

### Televisión
| Año       | Título                         | Rol                      | Notas                                                              |
| --------- | ------------------------------ | ------------------------ | ------------------------------------------------------------------ |
| 1996      | Flipper                        |                          | Episode: "Surf Gang"                                               |
| 1997      | Beverly Hills, 90210           | Eric Anderson            | Episode: "Aloha Beverly Hills: Part 2"                             |
| 1997      | Spin City                      | Brent                    | Episode: "Radio Daze"                                              |
| 1998      | Homicide: Life on the Street   | Peter Fields             | Episode: "Closet Cases"                                            |
| 1998      | Beyond Belief: Fact or Fiction | Michael                  | Episode: "The Plane, The Gun, The Portrait, The Pass & The Caller" |
| 1998      | Sins of the City               |                          | Episode: "Blind Eye for Hire"                                      |
| 1998      | Martial Law                    | Lance Carter             | Episode: "Cop Out"                                                 |
| 1999      | LateLine                       | Grant Kendall            | Episode: "The Christian Guy"                                       |
| 1999      | Sex and the City               | Wylie Ford               | Episode: "The Caste System"                                        |
| 1999–2000 | Love & Money                   | Eamon McBride            | Main cast; 5 episodes                                              |
| 2000      | The $treet                     | Chad                     | Episode: "Pilot"                                                   |
| 2005–06   | Threshold                      | Sean Cavennaugh          | Main cast; 13 episodes                                             |
| 2007      | John from Cincinnati           | Mitch "Butchie" Yost II  | Main cast; 10 episodes                                             |
| 2008      | Sons of Anarchy                | Kyle Hobart              | Episode: "Giving Back"                                             |
| 2008      | The Ex List                    | Shane Gallagher          | Episode: "Do You Love Me, Do You Surfer... Boy"                    |
| 2008      | Entourage                      | Malone                   | 2 episodes                                                         |
| 2009      | CSI: Miami                     | Terrance Chase           | Episode: "And They're Offed"                                       |
| 2009      | Burn Notice                    | Harlan                   | Episode: "Friends and Family"                                      |
| 2009      | The Cleaner                    | Greg                     | Episode: "Split Ends"                                              |
| 2009–15   | Cougar Town                    | Bobby Cobb               | Main cast; 89 episodes Also directed the episode "Like a Diamond"  |
| 2011      | The Middle                     | Neighbor                 | Uncredited; episode: "Bad Choices"                                 |
| 2012      | CSI: Crime Scene Investigation | Captain Mike Robinson    | Episode: "CSI on Fire"                                             |
| 2013–14   | The Bridge                     | Ray Burton               | 10 episodes                                                        |
| 2014      | Agents of S.H.I.E.L.D.         | Carver / Sebastian Derik | 2 episodes                                                         |
| 2014      | Ascension                      | William Denninger        | Miniseries; 6 episodes                                             |
| 2015      | Community                      | Willy                    | Episode: "Laws of Robotics and Party Rights"                       |
| 2016      | Grandfathered                  | Luke                     | Episode: "Budget Spa"                                              |
| 2017      | Training Day                   | Jeff Kullen              | Episode: "Wages of Sin"                                            |
| 2018      | LA to Vegas                    | Dean                     | Episode: "The Affair"                                              |
| 2018      | Life in Pieces                 | Wayne Winger             | Episode : "Parents Ancestry Coupon Chaperone"                      |
| 2020      | Deputy                         | Deputy Cade Walker       | Main role                                                          |
| 2022      | Green Eggs and Ham             | — (voice)                | Episode: —                                                         |
| 2022      | Joe vs. Carole                 | John Reinke              | Serie Ilimitada                                                    |